# 沃爾夫斯巴赫河
50°45′7″N 7°9′24″E / 50.75194°N 7.15667°E
沃爾夫斯巴赫河（德語：Wolfsbach），是德國的河流，位於該國西部，處於北萊茵-威斯特法倫州，屬於維利希巴赫河的右支流，河道全長3.5公里，流域面積1.3平方公里。